# Гай Требий Сергиан
Гай Требий Сергиан (на латински: Gaius Trebius Sergianus) e политик и сенатор на Римската империя през 2 век.
През 129 г. той е легат на провинция Галация През 132 г. Сергиан е консул заедно с Гай Юлий Серий Авгурин.